# Fußball-Bundesliga 1992-1993 (Austria)
L'edizione 1992-93 del campionato di calcio della Bundesliga vide la vittoria finale dell'Austria Vienna.
Capocannoniere del torneo fu Václav Daněk del Wacker Innsbruck, con 24 reti.

## La formula
Le dodici squadre del torneo si scontrano in un girone all'italiana con partite di andata e ritorno. Le prime otto accedono ai Meister playoff, le ultime quattro più le prime quattro della Erste Liga ai Mittlere playoff. Alla fine la vincente dei Meister playoff è Campione d'Austria, mentre le prime due dei Mittlere playoff ottengono il diritto di partecipare alla prossima edizione della Bundesliga austriaca.

## Stagione autunnale
|    | Classifica            | G  | V  | N  | P  | GF | GS | Pt |
| -- | --------------------- | -- | -- | -- | -- | -- | -- | -- |
| 1  | SV Austria Salisburgo | 22 | 11 | 7  | 4  | 45 | 27 | 29 |
| 2  | Wacker Innsbruck      | 22 | 10 | 8  | 4  | 45 | 22 | 28 |
| 3  | Austria Vienna        | 22 | 12 | 4  | 6  | 47 | 25 | 28 |
| 4  | Wiener Sport-Club     | 22 | 11 | 5  | 6  | 31 | 33 | 27 |
| 5  | Rapid Vienna          | 22 | 9  | 8  | 5  | 34 | 26 | 26 |
| 6  | Admira Wacker         | 22 | 11 | 3  | 8  | 47 | 33 | 25 |
| 7  | VSE Sankt Pölten      | 22 | 6  | 10 | 6  | 34 | 37 | 22 |
| 8  | Vorwärts Steyr        | 22 | 8  | 6  | 8  | 30 | 34 | 22 |
| 9  | Mödling               | 22 | 8  | 3  | 11 | 39 | 41 | 19 |
| 10 | Linzer ASK            | 22 | 4  | 6  | 12 | 21 | 46 | 14 |
| 11 | Stahl Linz            | 22 | 3  | 6  | 13 | 20 | 43 | 12 |
| 12 | Sturm Graz            | 22 | 3  | 6  | 13 | 23 | 49 | 12 |

## Stagione primaverile

### Meister playoff
|   | Classifica            | G  | V  | N  | P  | GF | GS | Pt |
| - | --------------------- | -- | -- | -- | -- | -- | -- | -- |
| 1 | Austria Vienna        | 36 | 22 | 6  | 8  | 81 | 35 | 36 |
| 2 | SV Austria Salisburgo | 36 | 20 | 10 | 6  | 69 | 33 | 36 |
| 3 | Admira Wacker         | 36 | 17 | 6  | 13 | 72 | 54 | 28 |
| 4 | Rapid Vienna          | 36 | 15 | 10 | 11 | 53 | 51 | 27 |
| 5 | Wacker Innsbruck      | 36 | 14 | 12 | 10 | 63 | 43 | 26 |
| 6 | VSE Sankt Pölten      | 36 | 9  | 16 | 11 | 51 | 61 | 23 |
| 7 | Wiener Sport-Club     | 36 | 14 | 8  | 14 | 47 | 67 | 23 |
| 8 | Vorwärts Steyr        | 36 | 10 | 9  | 17 | 37 | 53 | 18 |

### Mittlere playoff
|   | Classifica | G  | V  | N | P | GF | GS | Pt |
| - | ---------- | -- | -- | - | - | -- | -- | -- |
| 1 | Mödling    | 14 | 11 | 2 | 1 | 26 | 6  | 24 |
| 2 | Sturm Graz | 14 | 8  | 2 | 4 | 26 | 12 | 18 |
| 3 | Linzer ASK | 14 | 5  | 6 | 3 | 11 | 8  | 16 |
| 4 | *Grazer AK | 14 | 4  | 7 | 3 | 20 | 13 | 15 |
| 5 | *Leoben    | 14 | 3  | 5 | 6 | 14 | 18 | 11 |
| 6 | Stahl Linz | 14 | 3  | 4 | 7 | 12 | 16 | 10 |
| 7 | *Ried      | 14 | 4  | 1 | 9 | 14 | 26 | 9  |
| 8 | *FavAC     | 14 | 3  | 3 | 8 | 10 | 34 | 9  |

(*)Squadre appartenenti alla Erste Liga.

## Verdetti
- Austria Vienna Campione d'Austria 1992-93.
- Austria Salisburgo e Admira Wacker ammesse alla Coppa UEFA 1993-1994.
- VfB Mödling e Sturm Graz ammesse alla Bundesliga 1993-1994.